# Imre Csősz
Imre Csősz [Imre Čés], (* 31. květen 1969 Debrecín, Maďarsko) je bývalý reprezentant Maďarska v judu. Je majitelem bronzové olympijské medaile.

## Sportovní kariéra
Vysoký a fyzicky dobře stavěný Maďar patřil celá devadesátá léta k předním evropským zápasníkům judo. K absolutní světové špičce mu však chyběla lepší/přesnější technická výbava. Na rozdíl od svých reprezentačních kolegů však neměl větší výkyvy formy. Pravidelně bojoval o třetí místo.
Olympijských her se účastnil celkem třikrát. Hned při své první účasti v roce 1992 v Barceloně bral bronzovou medaile. Cesta k ní vedla přes příznivý los, kdy na silnějšího soupeře narazil prakticky až v semifinále. Davit Chachaleišvili ho do finále nepustil a musel se utkat o bronz s Barnefeldem hájící belgické barvy. Barnevedl se nad ním ujal vedení na juko po technice osoto-makikomi, ale vzápětí dokázal strhem skóre srovnat. V poslední minutě potom unaveného Belgičana podmetl na wazari. Získal bronzovou medaili.
V roce 1996 startoval na olympijských hrách v Atlantě. Ve čtvrtfinále se utkal se Španělem Pérezem. Po dvou minutách boje ležel lopatkami na zemi po technice uči-mata. V opravách ho dál nepustil Němec Frank Möller svojí specialitou harai-makikomi.
Jeho poslední účast v roce 2000 v Sydney byla spíše symbolická. Vzápětí ukončil sportovní kariéru.

## Výsledky
| Turnaj                             | 1986 | 1987 | 1988 | 1989 | 1990 | 1991 | 1992 | 1993 | 1994 | 1995 | 1996 | 1997 | 1998 | 1999 | 2000 |
| ---------------------------------- | ---- | ---- | ---- | ---- | ---- | ---- | ---- | ---- | ---- | ---- | ---- | ---- | ---- | ---- | ---- |
| Olympijské hry                     | -    | -    | dns  | -    | -    | -    | 3.   | -    | -    | -    | úč.  | -    | -    | -    | úč.  |
| Mistrovství světa bez rozdílu vah  | -    | dns  | -    | dns  | -    | dns  | -    | 7.   | -    | úč.  | -    | úč.  | -    | úč.  | -    |
| Mistrovství světa bez rozdílu vah  | -    | dns  | -    | dns  | -    | 3.   | -    | 5.   | -    | úč.  | -    | úč.  | -    | úč.  | -    |
| Mistrovství Evropy bez rozdílu vah | dns  | dns  | dns  | dns  | 7.   | dns  | dns  | dns  | 5.   | 5.   | 5.   | 5.   | 3.   | úč.  | úč.  |
| Mistrovství Evropy bez rozdílu vah | dns  | dns  | dns  | dns  | dns  | úč.  | dns  | dns  | 5.   | 1.   | dns  | 5.   | 5.   | úč.  | dns  |
| MS juniorů                         | 7.   | -    | -    | -    | -    | -    | -    | -    | -    | -    | -    | -    | -    | -    | -    |